# داستان‌ها (مجموعه تلویزیونی)
داستان‌ها یک مجموعه تلویزیونی آنتولوژی درام آمریکایی به کارگردانی ایرو گوتی است. این سریال در شبکه BET در تاریخ ۲۷ ژوئن ۲۰۱۷ پخش شد. در تاریخ ۲ ژوئیه ۲۰۱۹ فصل دوم سریال اجرا شد.

## درباره
هر قسمت «داستان» جدیدی را با الهام از آهنگ‌های گذشته و فعلی هیپ هاپ که به داستان‌ها آغشته شده‌اند، می‌گوید.